# ピーター・メニン
ピーター・メニン（Peter Mennin、1923年5月17日 - 1983年6月17日）は、アメリカ合衆国の作曲家・音楽教育者。 ペンシルベニア州エリーのイタリア人移民の家庭に生まれ、本来の姓はメニーニ (Mennini) といった。ボルティモアのピーボディ音楽院の院長を務めた後、ウィリアム・シューマンの後任としてジュリアード音楽学校の校長に就任。早くから作曲活動をはじめ、9つの交響曲やいくつかの協奏曲のほか、膨大な吹奏楽曲や合唱曲などがある。ニューヨーク市で没。
メニンの作曲様式はかなり半音階的で当時としては晦渋であったが、本質的に調的で、対位法に依拠している。

## 主要作品一覧
- 交響曲
  - 第1番（撤収）
  - 第2番（1944年）（ガーシュウィン・メモリアル・アウォード受賞、1945年）
  - 第3番（1946年、初演1947年）
  - 第4番 The Cycle （1947年-48年、合唱と管弦楽のための）
  - 第5番（1950年）
  - 第6番（1953年）
  - 第7番「交響的変奏曲Variation-symphony」（1963年ごろの委嘱作品、1967年出版）
  - 第8番（1973年）
  - 第9番（1981年）

- 管弦楽曲
  - Folk Overture (1945年)
  - 弦楽オーケストラのための幻想曲 (1947年)
  - コンチェルタート《モビー・ディック Moby Dick》 (1952年)
  - チェロ協奏曲 (1956年)
  - ピアノ協奏曲 (1958年)（ジョージ・セル指揮クリーヴランド管弦楽団による初演）
  - 歌 Canto (出版1965年)
  - フルート協奏曲 (1983年)

- 合唱曲
  - 屋敷の歌 A Song of the Palace (1948年)
  - クリスマス物語 Christmas Story (1949年)

- 室内楽
  - 弦楽四重奏曲 第1番
  - 弦楽四重奏曲 第2番 (1951年)
  - ヴァイオリンとピアノのための協奏風ソナタ (1956年)
  - ピアノ・ソナタ (1963年)

- 吹奏楽
  - カンツォーナ (1951年)